# Liste von Brücken in Hamburg/G

## G
| Foto | Name, Kurzbeschreibung | Nutzung             | (Erst)Bau | Stadtteil, Lage                                           |
| ---- | --- | ------------------- | --------- | --------------------------------------------------------- |
|      | Gaswerkbrücke Eine Balkenbrücke, über die ein verkehrsberuhigter Abschnitt der Osterbekstraße einen kleinen Seitenlauf des Osterbekkanals quert. | Straße              |           | Barmbek-Süd (53° 35′ 2″ N, 10° 1′ 42″ O)                  |
|      | Gelbe Brücke diese Balkenbrücke führt über die Bille im Gewerbe- und Industriegebiet bei Rothenburgsort. Eine von ursprünglich drei (Rote, Blaue und Grüne), heute sechs Billebrücken (Braune, Gelbe und Schwarze Brücke), die zur Orientierung in verschiedenen Farben gestrichen sind. Es ist strittig, ob die Farbwahl den Flussschiffern oder den Arbeitern die Orientierung erleichtern sollte.                                                                                    | Straße              |           | Billbrook (53° 32′ 16″ N, 10° 5′ 56″ O)                   |
|      | Gepidenbrücke führte im Zuge des Gepidenwegs zwischen Bayernweg und der Flughafen-Start- und Landebahn über die Tarpenbek, wurde im Zuge der Renaturierung der Tarpenbek abgerissen | nicht mehr existent |           | Niendorf                                                  |
|      | Glockenhausbrücke (G426) führt im Zuge des Billwerder Billdeichs über die Bundesautobahn 1 | Straße              |           | Billwerder (53° 31′ 10″ N, 10° 7′ 19″ O)                  |
|      | Goebenbrücke führt im Laufe der Goebenstraße über den Isebekkanal. Doppelbrücke | Radweg              |           | Eimsbüttel (53° 34′ 29″ N, 9° 58′ 2″ O)                   |
|      | Goebenbrücke führt im Laufe der Goebenstraße über den Isebekkanal Doppelbrücke | Fußweg              |           | Eimsbüttel (53° 34′ 29″ N, 9° 58′ 2″ O)                   |
|      | Goernebrücke über diese Bogenbrücke quert die Goernestraße in Winterhude die Alster. Die Brücke steht unter Denkmalschutz. | Straße              |           | Eppendorf, Winterhude (53° 35′ 18″ N, 9° 59′ 50″ O)       |
|      | Graskellerbrücke führt zwischen dem Alten Wall und dem Neuen Wall über das Alsterfleet; historische Brücke, vor 1838 stand in etwa an diesem Ort bereits eine Holzbrücke | Straße              | 1838      | Hamburg-Altstadt, Neustadt (53° 32′ 58″ N, 9° 59′ 12″ O)  |
|      | Grevenhofbrücke führt im Zuge des Reiherdamms über den Grevenhofkanal | Straße              |           | Steinwerder (53° 31′ 58″ N, 9° 58′ 9″ O)                  |
|      | Grevenhofkanalbrücke führt im Zuge des Ellerholzdamms über den Grevenhofkanal | Straße              |           | Steinwerder (53° 31′ 59″ N, 9° 58′ 22″ O)                 |
|      | Grillparzerbrücke überquert zwischen den Straßen Am Langenzug und Grillparzerstraße über den Hofwegkanal, Die Brücke steht unter Denkmalschutz. | Straße              | 1893      | Uhlenhorst (53° 34′ 41″ N, 10° 0′ 50″ O)                  |
|      | Großheidesteg führt im Zuge der Großheidestraße über den Osterbekkanal | Fußweg              |           | Winterhude, Barmbek-Süd (53° 35′ 4″ N, 10° 1′ 41″ O)      |
|      | Grüne Brücke verbindet den Billwerder Steindamm in Hammerbrook über die Bille hinweg mit der Großmannstraße in Rothenburgsort. Eine von ursprünglich drei (Rote, Blaue und Grüne), heute sechs Billebrücken (Braune, Gelbe und Schwarze Brücke), die zur Orientierung in verschiedenen Farben gestrichen sind. Es ist strittig, ob die Farbwahl den Flussschiffern oder den Arbeitern die Orientierung erleichtern sollte. Die Brücke ist bereits auf einer Karte von 1789 verzeichnet. | Straße              |           | Hammerbrook, Rothenburgsort (53° 32′ 36″ N, 10° 2′ 30″ O) |
|      | Gustav-Freytag-Brücke führt mit der Gustav-Freytag-Straße über den Hofwegkanal auf den Hofweg | Straße              |           | Uhlenhorst (53° 34′ 25″ N, 10° 0′ 54″ O)                  |